# 304
Il 304 (CCCIV in numeri romani) è un anno bisestile del IV secolo.

## Eventi
- Editto di persecuzione totale nelle province d'Oriente.
- 13 dicembre: martirio di Santa Lucia
- Inaugurazione dell'Arena di Nicomedia.
- Lattanzio pubblica De opificio Dei.
- Nasce il Donatismo.

## Morti
- 21 gennaio - Santa Greca, santa (n. 284)
- 22 gennaio - Vincenzo di Saragozza, santo spagnolo
- 28 gennaio - Emiliano di Trevi, vescovo e santo romano
- 24 febbraio - Sergio di Cesarea, monaco cristiano romano
- 2 maggio - Neopolo di Roma, santo
- 4 maggio - Floriano di Lorch, militare e santo romano
- 12 maggio - San Pancrazio, santo romano (n. 289)
- 2 giugno - Eugenio di Trebisonda, santo romano
- 12 agosto - Sant'Euplio, santo romano
- 16 agosto - Sant'Ambrogio, militare romano
- 21 agosto - San Lussorio, santo romano
- 12 settembre - Serapione di Catania, santo romano
- 7 ottobre - Giustina di Padova, santa romana
- 13 ottobre - San Benedetto, militare
- 30 ottobre - Saturnino di Cagliari, santo romano (n. 285)
- 2 novembre - Vittorino di Petovio, vescovo, santo e scrittore romano (n. 250)
- 29 novembre - Saturnino di Cartagine, santo romano
- 1º dicembre - Ansano di Siena, santo romano (n. 284)
- 9 dicembre - Leocadia di Toledo, santa spagnola
- 13 dicembre - Santa Lucia, santa romana (n. 283)
- 24 dicembre - Gregorio di Spoleto, presbitero romano
- 25 dicembre - Anastasia di Sirmio, santa romana
- Sant'Abbondanzio, santo
- Afra di Augusta, santa romana
- Amelia di Gerona, santa romana
- Anisia di Tessalonica, santa greca
- Santa Crispina, romana
- Santa Devota, santa francese (n. 283)
- Doimo, vescovo romano
- Eulalia di Mérida, santa spagnola (n. 290)
- Filomena di Roma, romana
- Generoso di Ortona dei Marsi, santo
- Giuliano di Brioude, francese
- Irene di Tessalonica, santa romana
- Procolo di Verona, vescovo e santo italiano
- Prospero martire, militare e santo romano
- Restituta d'Africa, santa berbera
- Severo di Barcellona, vescovo spagnolo
- Simplicio di Olbia, vescovo italiano
- Santa Sotere, romana
- Teopempto e Teona
- Santa Veneria, romana
- Viatrice di Roma, romana
- Vittorio di León, militare romano
- Zenone di Filadelfia, militare romano

## Calendario
| Calendario 304 | Calendario 304 | Calendario 304 | Calendario 304 | Calendario 304 | Calendario 304 | Calendario 304 | Calendario 304 | Calendario 304 | Calendario 304 | Calendario 304 | Calendario 304 | Calendario 304 | Calendario 304 | Calendario 304 | Calendario 304 | Calendario 304 | Calendario 304 | Calendario 304 | Calendario 304 | Calendario 304 | Calendario 304 | Calendario 304 | Calendario 304 | Calendario 304 | Calendario 304 | Calendario 304 | Calendario 304 | Calendario 304 | Calendario 304 | Calendario 304 | Calendario 304 | Calendario 304 |
| -------------- | -------------- | -------------- | -------------- | -------------- | -------------- | -------------- | -------------- | -------------- | -------------- | -------------- | -------------- | -------------- | -------------- | -------------- | -------------- | -------------- | -------------- | -------------- | -------------- | -------------- | -------------- | -------------- | -------------- | -------------- | -------------- | -------------- | -------------- | -------------- | -------------- | -------------- | -------------- | -------------- |
|                | 1              | 2              | 3              | 4              | 5              | 6              | 7              | 8              | 9              | 10             | 11             | 12             | 13             | 14             | 15             | 16             | 17             | 18             | 19             | 20             | 21             | 22             | 23             | 24             | 25             | 26             | 27             | 28             | 29             | 30             | 31             |                |
| Gennaio        | Sa             | Do             | Lu             | Ma             | Me             | Gi             | Ve             | Sa             | Do             | Lu             | Ma             | Me             | Gi             | Ve             | Sa             | Do             | Lu             | Ma             | Me             | Gi             | Ve             | Sa             | Do             | Lu             | Ma             | Me             | Gi             | Ve             | Sa             | Do             | Lu             |                |
| Febbraio       | Ma             | Me             | Gi             | Ve             | Sa             | Do             | Lu             | Ma             | Me             | Gi             | Ve             | Sa             | Do             | Lu             | Ma             | Me             | Gi             | Ve             | Sa             | Do             | Lu             | Ma             | Me             | Gi             | Ve             | Sa             | Do             | Lu             | Ma             |                |                |                |
| Marzo          | Me             | Gi             | Ve             | Sa             | Do             | Lu             | Ma             | Me             | Gi             | Ve             | Sa             | Do             | Lu             | Ma             | Me             | Gi             | Ve             | Sa             | Do             | Lu             | Ma             | Me             | Gi             | Ve             | Sa             | Do             | Lu             | Ma             | Me             | Gi             | Ve             |                |
| Aprile         | Sa             | Do             | Lu             | Ma             | Me             | Gi             | Ve             | Sa             | Do             | Lu             | Ma             | Me             | Gi             | Ve             | Sa             | Do             | Lu             | Ma             | Me             | Gi             | Ve             | Sa             | Do             | Lu             | Ma             | Me             | Gi             | Ve             | Sa             | Do             |                |                |
| Maggio         | Lu             | Ma             | Me             | Gi             | Ve             | Sa             | Do             | Lu             | Ma             | Me             | Gi             | Ve             | Sa             | Do             | Lu             | Ma             | Me             | Gi             | Ve             | Sa             | Do             | Lu             | Ma             | Me             | Gi             | Ve             | Sa             | Do             | Lu             | Ma             | Me             |                |
| Giugno         | Gi             | Ve             | Sa             | Do             | Lu             | Ma             | Me             | Gi             | Ve             | Sa             | Do             | Lu             | Ma             | Me             | Gi             | Ve             | Sa             | Do             | Lu             | Ma             | Me             | Gi             | Ve             | Sa             | Do             | Lu             | Ma             | Me             | Gi             | Ve             |                |                |
| Luglio         | Sa             | Do             | Lu             | Ma             | Me             | Gi             | Ve             | Sa             | Do             | Lu             | Ma             | Me             | Gi             | Ve             | Sa             | Do             | Lu             | Ma             | Me             | Gi             | Ve             | Sa             | Do             | Lu             | Ma             | Me             | Gi             | Ve             | Sa             | Do             | Lu             |                |
| Agosto         | Ma             | Me             | Gi             | Ve             | Sa             | Do             | Lu             | Ma             | Me             | Gi             | Ve             | Sa             | Do             | Lu             | Ma             | Me             | Gi             | Ve             | Sa             | Do             | Lu             | Ma             | Me             | Gi             | Ve             | Sa             | Do             | Lu             | Ma             | Me             | Gi             |                |
| Settembre      | Ve             | Sa             | Do             | Lu             | Ma             | Me             | Gi             | Ve             | Sa             | Do             | Lu             | Ma             | Me             | Gi             | Ve             | Sa             | Do             | Lu             | Ma             | Me             | Gi             | Ve             | Sa             | Do             | Lu             | Ma             | Me             | Gi             | Ve             | Sa             |                |                |
| Ottobre        | Do             | Lu             | Ma             | Me             | Gi             | Ve             | Sa             | Do             | Lu             | Ma             | Me             | Gi             | Ve             | Sa             | Do             | Lu             | Ma             | Me             | Gi             | Ve             | Sa             | Do             | Lu             | Ma             | Me             | Gi             | Ve             | Sa             | Do             | Lu             | Ma             |                |
| Novembre       | Me             | Gi             | Ve             | Sa             | Do             | Lu             | Ma             | Me             | Gi             | Ve             | Sa             | Do             | Lu             | Ma             | Me             | Gi             | Ve             | Sa             | Do             | Lu             | Ma             | Me             | Gi             | Ve             | Sa             | Do             | Lu             | Ma             | Me             | Gi             |                |                |
| Dicembre       | Ve             | Sa             | Do             | Lu             | Ma             | Me             | Gi             | Ve             | Sa             | Do             | Lu             | Ma             | Me             | Gi             | Ve             | Sa             | Do             | Lu             | Ma             | Me             | Gi             | Ve             | Sa             | Do             | Lu             | Ma             | Me             | Gi             | Ve             | Sa             | Do             |                |